# RusSki Gorki

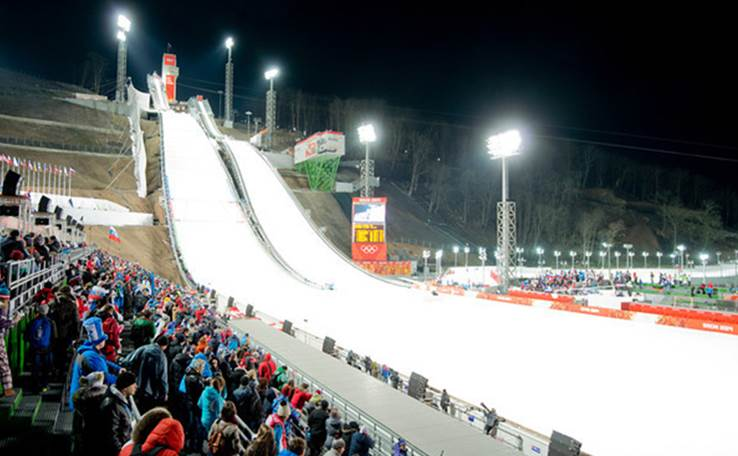
RusSki-Gorki, pendant les Jeux olympiques

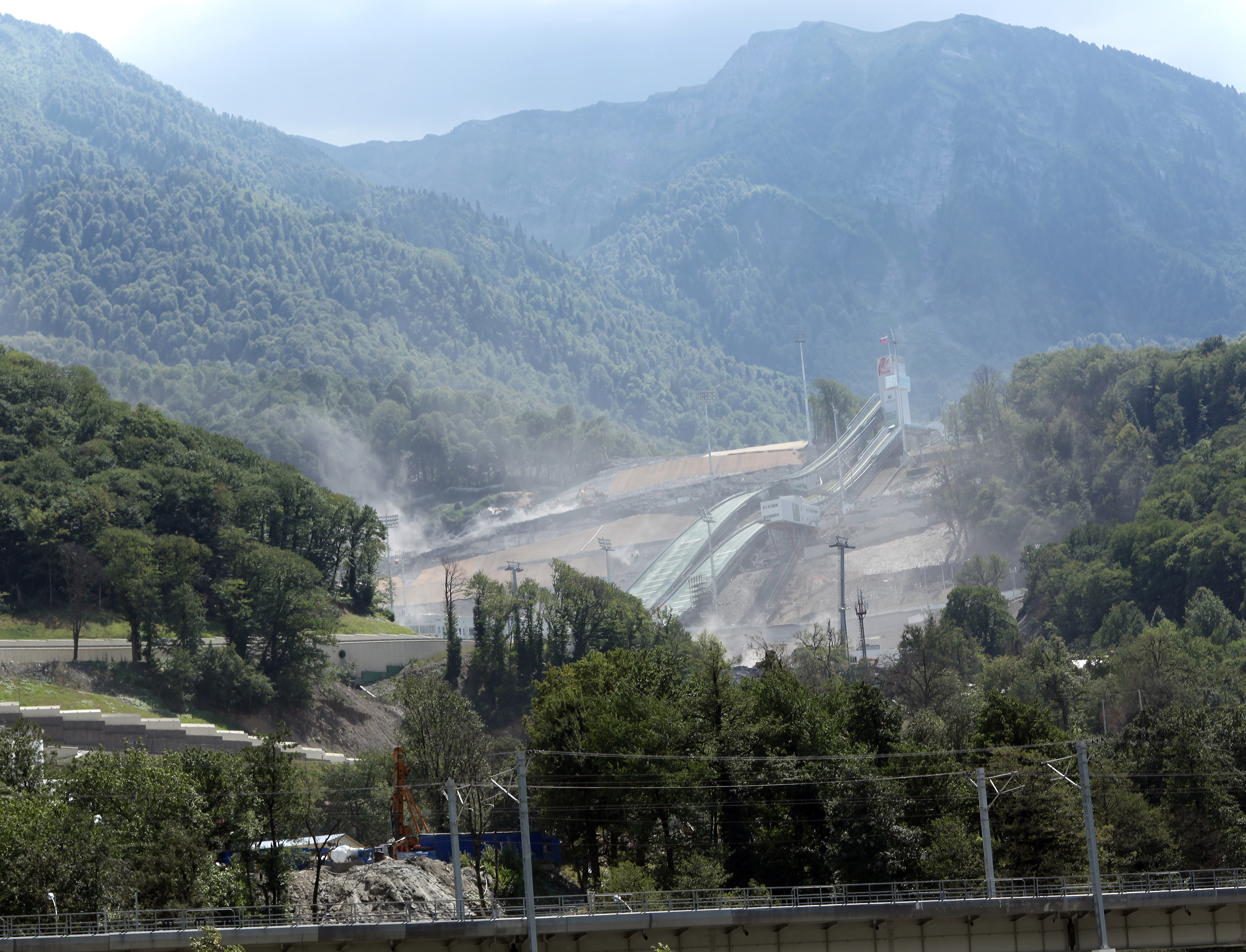
RusSki-Gorki, juillet 2013.

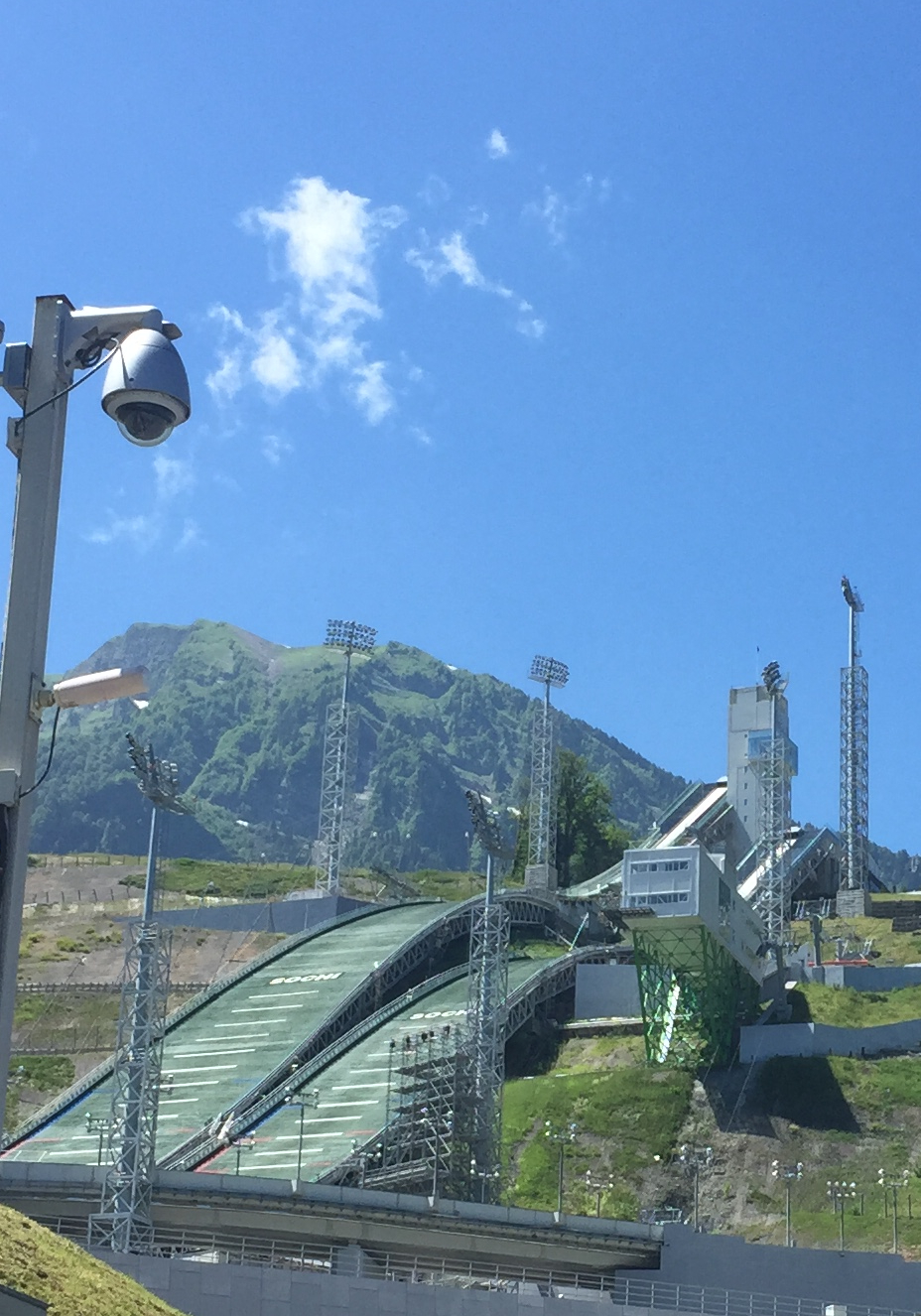
RusSki-Gorki, juin 2017.

RusSki Gorki (en russe : Русские горки) est le nom du site sur lequel se trouvent les tremplins de saut à ski à côté de Krasnaïa Poliana, en Russie.
Ces tremplins ont été construits pour les épreuves de saut à ski et de combiné nordique des Jeux olympiques d'hiver de 2014 de Sotchi. 

## Localisation

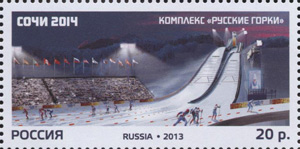
Timbre de la poste russe représentant le tremplin de RusSki Gorki

Ils se trouvent sur le territoire de la station de Gornaïa Karoussel au-dessus du village d'Esto Sadok, sur les pentes du mont Aïgba, à 6 kilomètres de Krasnaïa Poliana.